# メキシコハナヤナギ

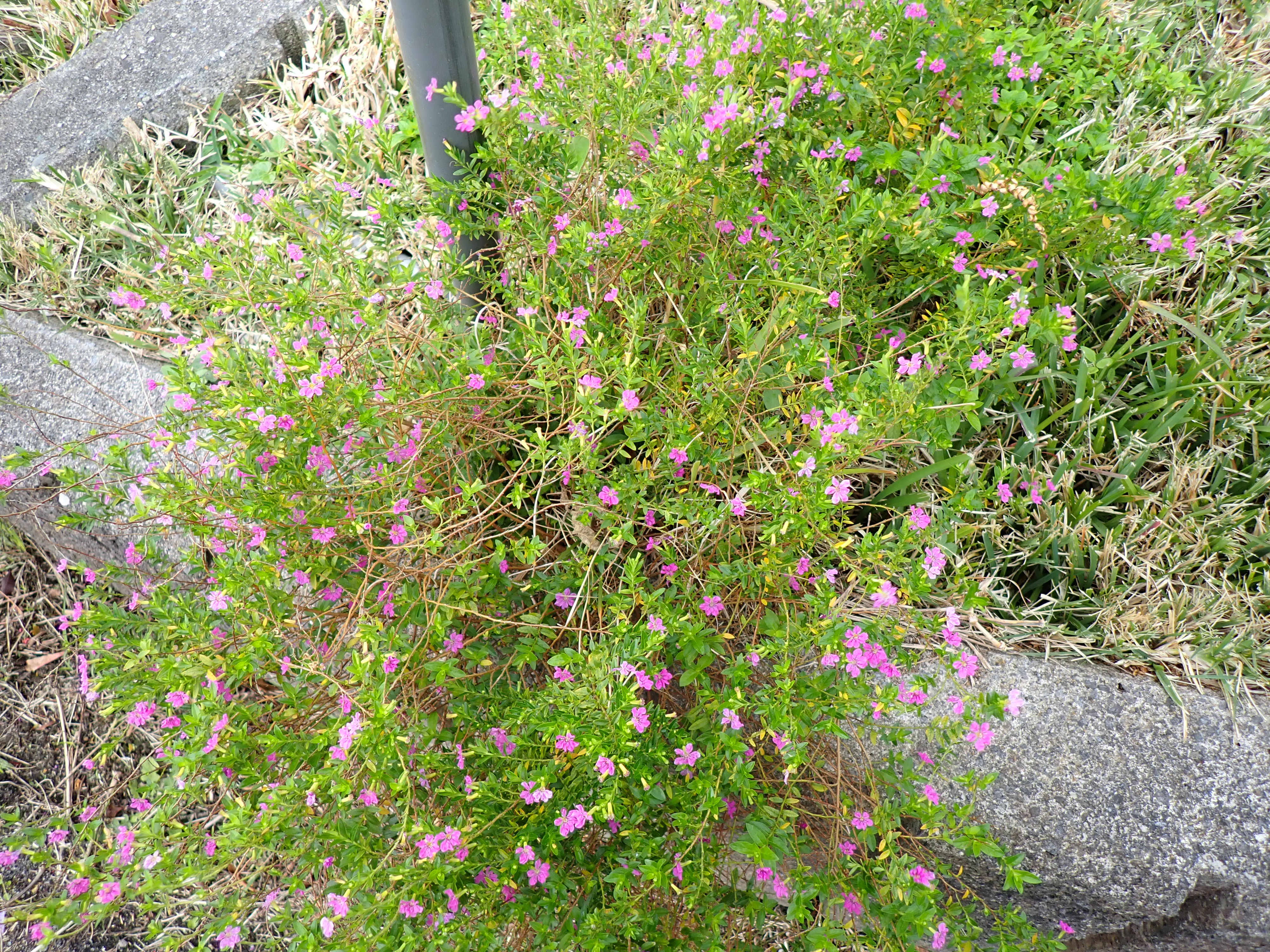
植栽

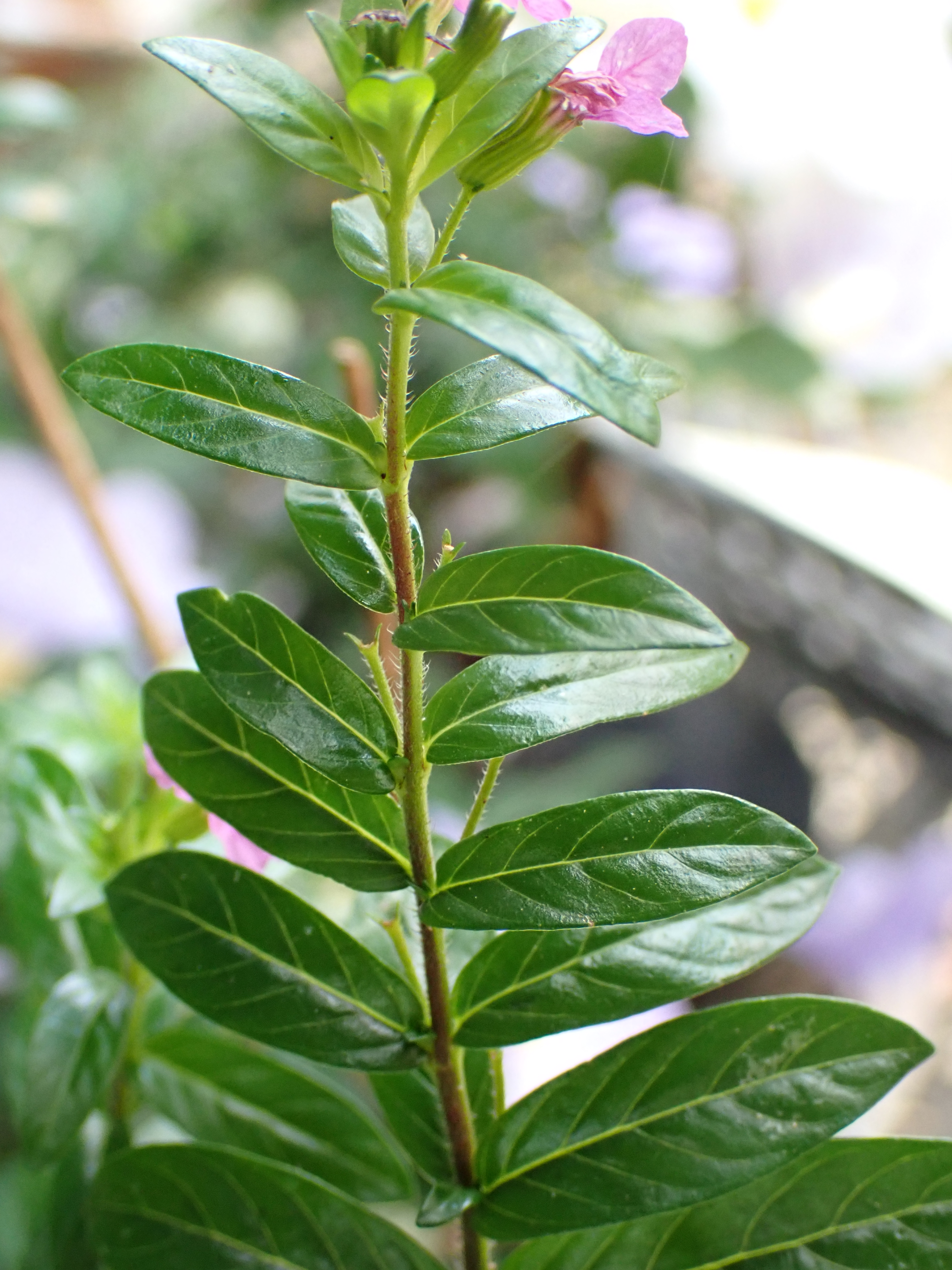
全縁の葉は対生する

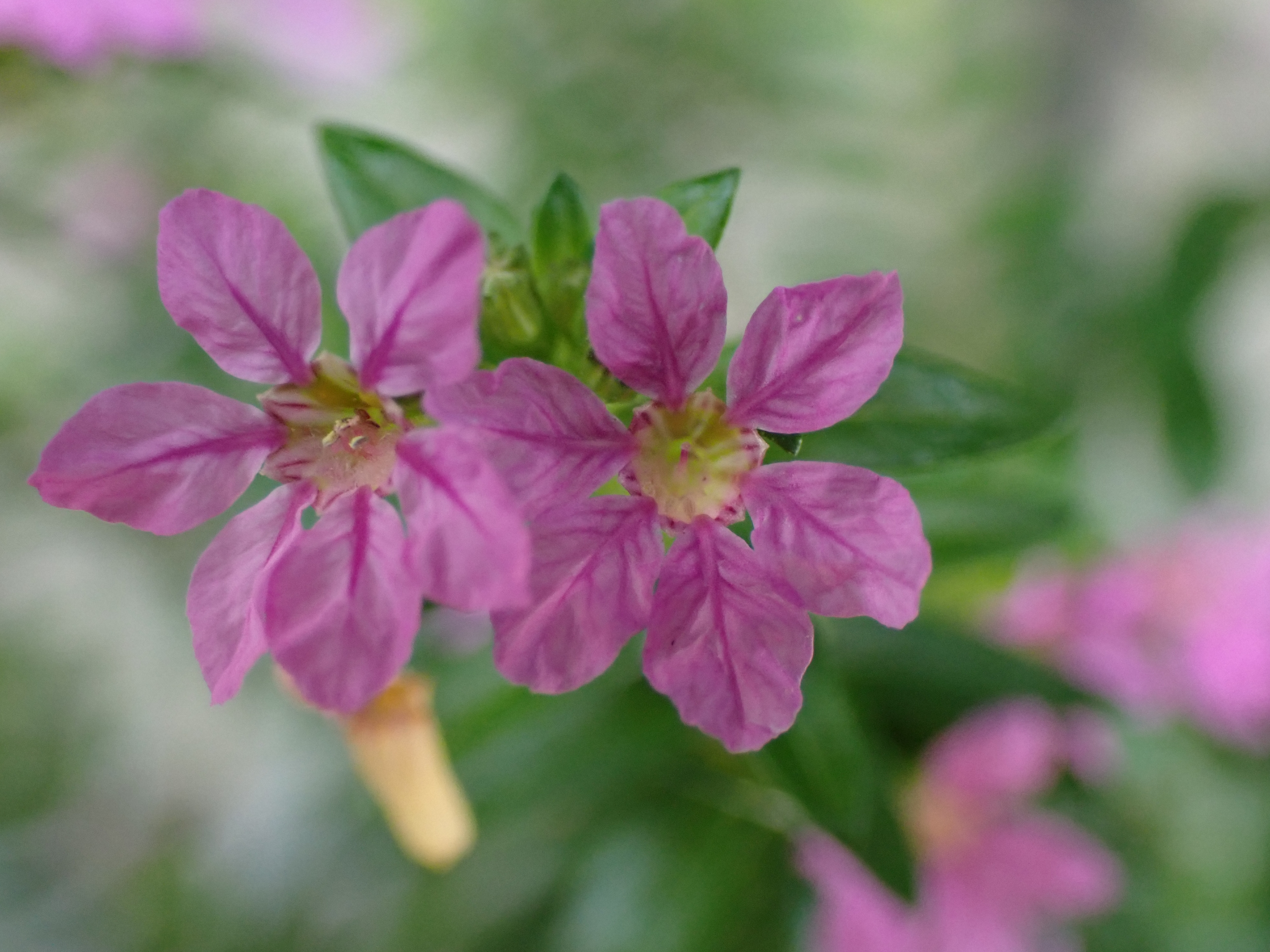
花

メキシコハナヤナギ（別名　クフェア、学名：Cuphea hyssopifolia）はミソハギ科タバコソウ属の常緑小低木。属名Cupheaは萼の曲がる形状からギリシャ語のκυφός （kyphos）に、種小名は葉がヒソップに似て細長いことにそれぞれ因む。
タバコソウ属Cupheaはハナヤナギ属とも記されるが、ハナヤナギの和名は海産紅藻の一種を指すこともあるため注意が必要。

## 特徴
高さ10–50 cm。根元から細かく分枝し、全体がこんもりとする。茎は有毛で木質化する。葉柄はごく短い。葉は長さ2–3.5 cmの細長い楕円形で全縁、対生する。葉裏に毛が密生する。花は淡紫色～桃色（白花の園芸品種もある）で筒状、径1 cmと小さく、6弁は縮緬状になる。筒状の萼の基部は角張り、蜜腺がある。周年開花する。

## 分布と生育環境
メキシコ～熱帯アメリカ原産で、ハワイ、フロリダ～カリブ海諸国～南米、モロッコ、東南アジアなどの熱帯各地に帰化。日本国内でも九州以南の草地や川岸に野生化がみられる。

## 利用
観賞用として熱帯～亜熱帯域の公園や庭園で植栽される。小型で枝がよく分枝するので花壇の縁取りや植え込み、地被植物として用いられる。耐風性・耐潮性に乏しい。日当たりが良く肥沃な場所を好み、施肥を怠ると花数が少なくなるため、年3–4回施肥する。剪定は春に行う。病虫害はほとんどみられない。繁殖は挿し木や実生による。

## 近縁種
タバコソウ属Cupheaでは、同じく熱帯アメリカ原産のネバリミソハギC. carthagenensisが奄美～沖縄に帰化。栽培種としてはタバコソウC. igneaやハナヤナギC. micropetala、園芸品種として交雑種のタイニーマイスC. ×purpureaなどが植栽される。